# Force aérienne soudanaise
La Force aérienne soudanaise est la force aérienne de la République du Soudan. Elle fait partie des Forces armées soudanaises.

## Historique

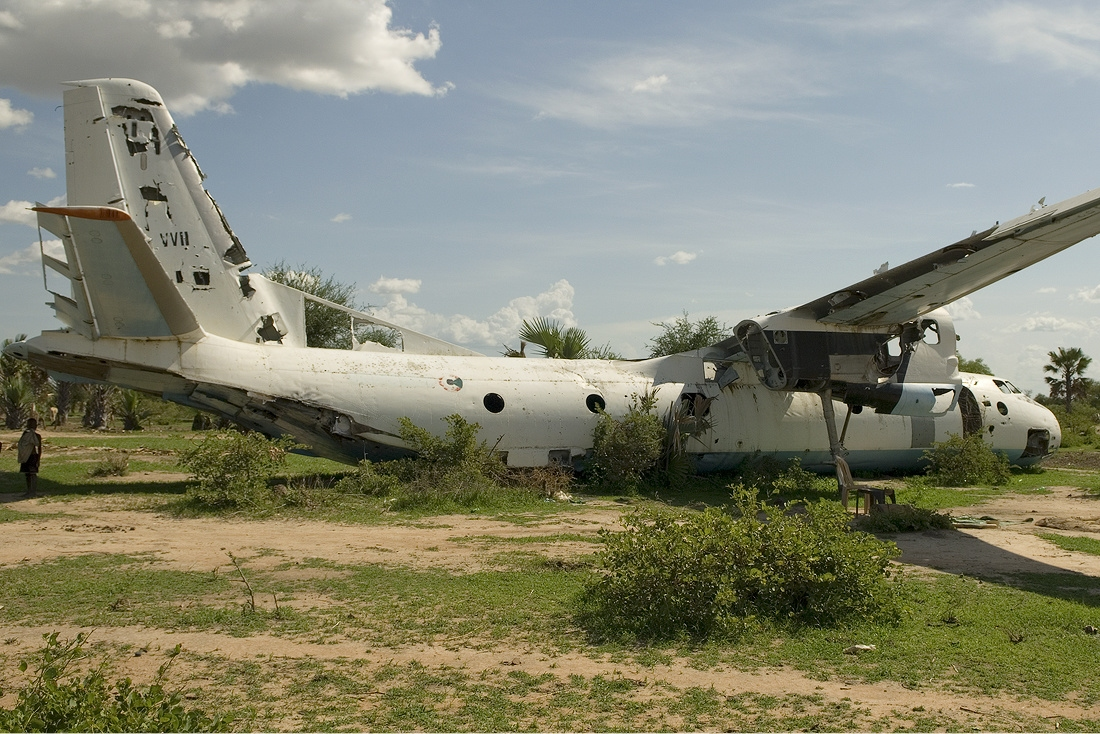
Antonov An-26-100 de l'armée de l'air soudanaise à Gogrial, Sud-Soudan. Cet An-26 s'est écrasé en 1997 sur la piste d'atterrissage de Gogrial. L'avion a été touché par des tirs et a dû faire un atterrissage d'urgence. Les Antonov ont été utilisés pendant la guerre civile soudanaise comme bombardiers et étaient craints par la population du Sud-Soudan.

L’armée de l’air soudanaise a été fondée immédiatement après l’indépendance du Soudan du Royaume-Uni en 1956. Les Britanniques ont aidé à la création de l’armée de l’air, fournissant de l’équipement et de la formation. Quatre nouveaux Jet Provost Mk 51 ont été livrés pour l’entraînement des avions à réaction en 1961. En 1958, l’aile de transport de l’armée de l’air soudanaise a acquis son premier avion, un seul président de chasse. En 1960, l’armée de l’air soudanaise a reçu quatre Provost supplémentaires de la Royal Air Force rénovés et deux autres présidents de chasse. Toujours en 1960, la capacité de l’aile de transport a été augmentée par l’ajout de deux Pembroke C Mk 54. L’armée de l’air a gagné son premier avion de combat lorsque 12 Jet Provost avec une capacité d'appui aérien rapproché ont été livrés en 1962. Dans les années 1960, l’Union soviétique et la Chine ont commencé à fournir des avions à l’armée de l’air soudanaise. Cela comprenait la fourniture de chasseurs Shenyang J-5 (variantes F-5 / FT-5).
L’armée de l’air pilote un mélange d’avions de transport, d’avions de combat et d’hélicoptères provenant notamment de l’Union européenne, de la Russie, de la Chine et des États-Unis. Cependant, tous les avions ne sont pas en parfait état de fonctionnement et la disponibilité des pièces de rechange est limitée.
Le 4 avril 2001, un Antonov An-24 soudanais s’est écrasé à Adaril (Adar Yeil, Adar Yale) (Soudan). Parmi les quinze morts figuraient un général, sept lieutenants généraux, trois brigadiers, un colonel, un lieutenant-colonel et un caporal.

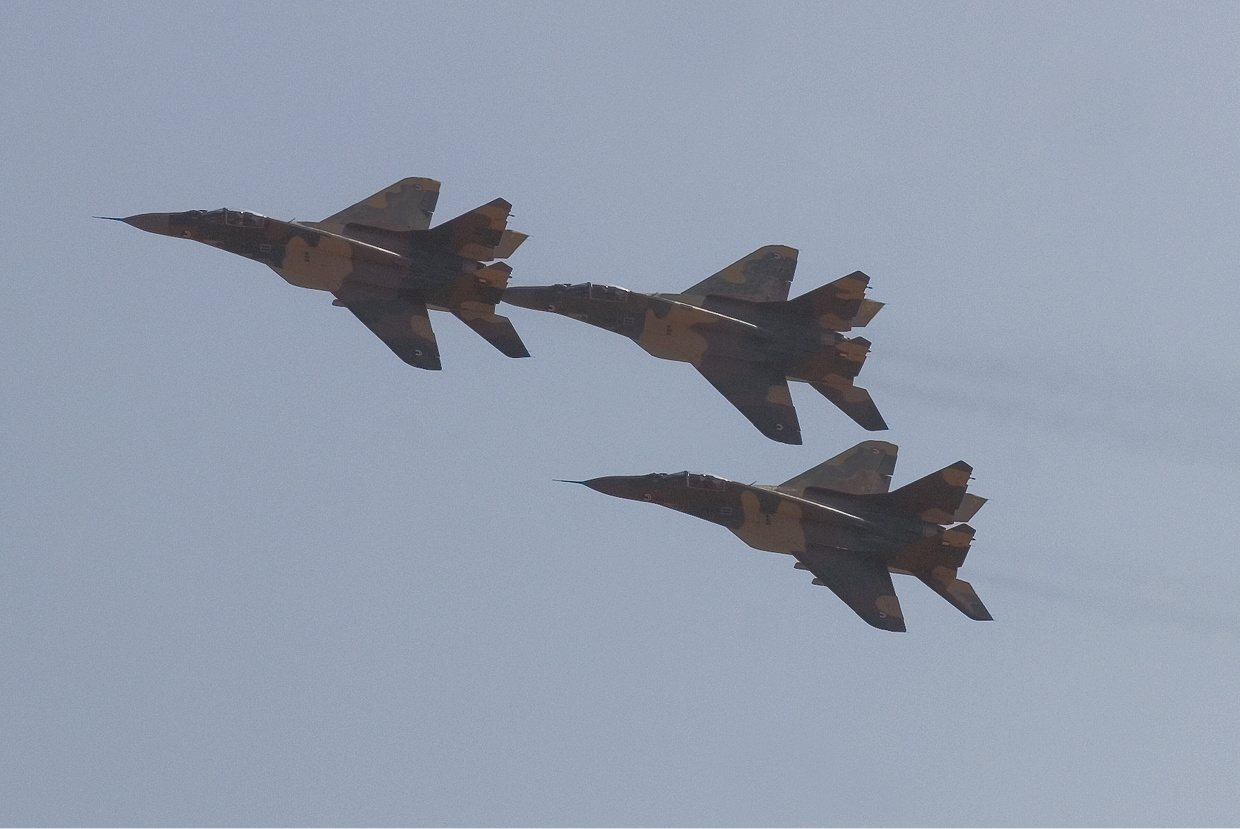
Trois MiG-29 le 29 décembre 2007 au-dessus de Khartoum.

Le Soudan a également conclu un accord réussi pour acheter deux lots différents de 12 avions de combat russes MiG-29 chacun. Il y a 23 MiG-29 en service actif à la fin de 2008. Cependant, le Mouvement pour la justice et l’égalité a affirmé avoir abattu un MiG-29 avec des tirs de mitrailleuses de gros calibre le 10 mai 2008, tuant le pilote de l’avion, un pilote de chasse à la retraite de l’armée de l’air russe ; le gouvernement soudanais a nié l’allégation. Le Soudan du Sud a également affirmé avoir abattu un MiG-29 soudanais pendant le conflit frontalier de 2012.
Lors de la tentative de coup d'État de 2023 au Soudan déclenchée le 16 avril par les Forces de soutien rapide, l'aéroport international de Khartoum est attaqués et au moins deux avions de transports Il-76 sont détruits. Des MiG-29 de la base aérienne de Wadi Sayyidna. tirent à la roquette contre les positions des FSR à Khartoum. 
Le 25 mai 2023, un MiG-29 soudanais a été filmé en train d’être abattu par les Forces de soutien rapide (RSF) au-dessus d’Omdurman.  Le pilote s’est éjecté et a survécu, bien qu’il ait été blessé et capturé.
Le 25 février 2025,  un avion de transport Antonov An-26 décollant de la base aérienne de Wadi Sayyidna s'écrase dans un quartier habité à Omdourman près de Khartoum, faisant 46 morts; les 17 militaires dont plusieurs de haut rang à bord ont péri ainsi que 29 civils au sol.

## Organisation
Depuis la partition du Soudan, elle dispose de deux principales bases, l'aéroport international de Khartoum et la base aérienne de Wadi Sayyidna.

## Aéronefs
[Quand ?]
| Avion                     | Origine          | Type                                  | Variante          | En service      | Notes                              |
| Avion de chasse           | Avion de chasse  | Avion de chasse                       | Avion de chasse   | Avion de chasse | Avion de chasse                    |
| ------------------------- | ---------------- | ------------------------------------- | ----------------- | --------------- | ---------------------------------- |
| Mikoyan-Gourevitch MiG-21 | Union soviétique | Avion de chasse                       | MIG-21MF          | 4               |                                    |
| Mikoyan-Gourevitch MiG-23 | Union soviétique | Avion de chasse                       | MIG-23MS MIG-23UB | 3               | Ex libyen                          |
| Mikoyan-Gourevitch MiG-29 | Russie           | Avion multirôle                       | MIG-29SE MIG-29UB | 10              | 12 MIG-29 achetés a la Russie.     |
| Soukhoï Su-24             | Russie           | Bombardier                            | Su-24M2           | 12              | Achetés a la Biélorussie.          |
| Soukhoï Su-25             | Russie           | Attaque au sol                        | Su-25 Su-25UB     | 15              | 24 Su-25 achetés a la Biélorussie. |
| Nanchang Q-5              | Chine            | Attaque au sol                        | A-5               | 20              | 20 A-5 en 2019.                    |
| Chengdu J-7               | Chine            | Avion de chasse                       | F-7M              | 20              | MiG-21 construits sous licence.    |
| Transport                 |                  |                                       |                   |                 |                                    |
| Antonov An-12             | Ukraine          | Avion de transport                    | An-12BK           | 7               |                                    |
| Antonov An-26             | Ukraine          | Avion de transport                    |                   | 8               |                                    |
| Antonov An-32             | Ukraine          | Avion de transport                    | An-32P            | 6               |                                    |
| Iliouchine Il-76          | Russie           | Avion de transport lourd              | Il-76TD           | 2               |                                    |
| C-130 Hercules            | États-Unis       | Avion de transport tactique           | C-130H            | 4               |                                    |
| Hélicoptère               |                  |                                       |                   |                 |                                    |
| Bell UH-1                 | États-Unis       | Hélicoptère de transport              | UH-1H             | 2               |                                    |
| Bell 212                  | États-Unis       | Hélicoptère polyvalent                |                   | 3               |                                    |
| Mil Mi-8                  | Russie           | Hélicoptère de transport              | Mi-8PS Mi-8T      | 10              |                                    |
| Mil Mi-17                 | Russie           | Hélicoptère de transport              | Mi-17V-5 Mi-171E  | 12              |                                    |
| Mil Mi-24                 | Russie           | Hélicoptère de transport et de combat | Mi-35P            | 36              |                                    |
| Entraînement              |                  |                                       |                   |                 |                                    |
| Hongdu JL-8               | Chine            | Avion d'entraînement                  | K-8               | 12              |                                    |
| Guizhou JL-9              | Chine            | Avion d'entraînement                  |                   | 6               |                                    |